# Delegacja do Kongresu USA stanu Alabama
Delegacja do Kongresu USA stanu Alabama liczy dziewięć osób - dwóch senatorów i siedmioro członków Izby Reprezentantów. W obecnej kadencji Kongresu (2009-10), w jej skład wchodzi siedmioro członków Partii Republikańskiej i dwoje Demokratów. 

## Senat USA
Jak każdy z amerykańskich stanów, Alabama jest reprezentowana w Senacie USA przez dwóch członków. Są oni przypisani do 2. i 3. klasy, co w praktyce oznacza, iż najbliższe wybory senackie odbędą się na terenie stanu w latach 2014 i 2016, natomiast nie będzie ich w roku 2012, gdy wybierani będą senatorowie 1. klasy. 
W obecnej kadencji stan reprezentują:
- Richard Shelby (R, od 1987)
- Jeff Sessions (R, od 1997)

## Izba Reprezentantów
Historycznie liczba wybieranych w Alabamie członków Izby Reprezentantów wahała się od dwóch do dziesięciu. Od wyborów w 1973 roku wynosi nieprzerwanie siedem. Obecnie mandaty te sprawują:
| numer okręgu | imię i nazwisko | przynależność polityczna | urzęduje od |
| ------------ | --------------- | ------------------------ | ----------- |
| 1            | Jo Bonner       | Partia Republikańska     | 2003        |
| 2            | Martha Roby     | Partia Republikańska     | 2011        |
| 3            | Mike D. Rogers  | Partia Republikańska     | 2003        |
| 4            | Robert Aderholt | Partia Republikańska     | 1997        |
| 5            | Mo Brooks       | Partia Republikańska     | 2011        |
| 6            | Spencer Bachus  | Partia Republikańska     | 1993        |
| 7            | Terri Sewell    | Partia Demokratyczna     | 2011        |